# Zaydou Youssouf
Zaydou Youssouf (* 11. Juli 1999 in Bordeaux) ist ein französischer Fußballspieler komorischer Abstammung, der seit August 2022 beim portugiesischen Erstligisten FC Famalicão unter Vertrag steht. Der Mittelfeldspieler war im November 2019 französischer U21-Nationalspieler.

## Karriere

### Verein
Der in Bordeaux geborene Zaydou Youssouf ist komorischer Abstammung und begann mit dem Fußballspielen bei CMO Bassens. Im August 2009 in die Jugendakademie von Girondins Bordeaux. Zur Saison 2016/17 spielte er erstmals für die Reservemannschaft Girondins Bordeaux II. Am 30. November 2016 (15. Spieltag) debütierte er beim 1:1-Unentschieden gegen den SC Bastia in der höchsten französischen Spielklasse, als er in der 74. Spielminute für Jérémy Toulalan eingewechselt wurde. In dieser Saison 2016/17 bestritt er drei Pflichtspiele für die erste Mannschaft und neun Ligaspiele in der Championnat National 3 für die Reserve. Auch in der folgenden Spielzeit 2017/18 stand er in sechs Ligaspielen für die erste und 14 Ligaspielen für die Reservemannschaft auf dem Platz. Am 26. Juli 2018 erzielte er beim 1:0-Auswärtssieg gegen den FK Ventspils in der 2. Qualifikationsrunde zur UEFA Europa League 2018/19 sein erstes Tor für die erste Mannschaft. Er kam in dieser Saison 2018/19 sporadisch zum Einsatz und stand wenn er spielte vornehmlich als rechter Flügelspieler. Insgesamt bestritt er elf Ligaspiele, in denen er keinen Torerfolg verbuchen konnte.
Am 5. Juli 2019 wechselte Zaydou Youssouf zum Ligakonkurrenten AS Saint-Étienne, wo er einen Vierjahresvertrag unterzeichnete. Dort stieg er in der Spielzeit 2019/20 zum Stammspieler im defensiven Mittelfeld auf. Am 21. Dezember 2019 (19. Spieltag) zog er sich bei der 1:2-Auswärtsniederlage gegen Racing Straßburg eine Meniskusverletzung zu. Er bestritt noch einen weiteren Einsatz und unterzog sich Anfang Februar 2020 einer Operation, welche ihn für sechs bis sieben Monate zum Zusehen zwang. Insgesamt kam er in dieser Saison zu 16 Ligaeinsätzen.
Im August 2022 verließ er Frankreich und wechselte zum FC Famalicão nach Portugal.

### Nationalmannschaft
Im Februar 2017 bestritt Zaydou Youssouf einen Einsatz für die französische U18-Nationalmannschaft. Von Juni 2017 bis Februar 2018 später spielte er vier Mal für die U19. Zwischen November 2017 und Oktober 2019 wurde er vier Mal in der U20 eingesetzt.
Im November 2019 war Youssouf für die französische U21 im Einsatz.